# Озеленение

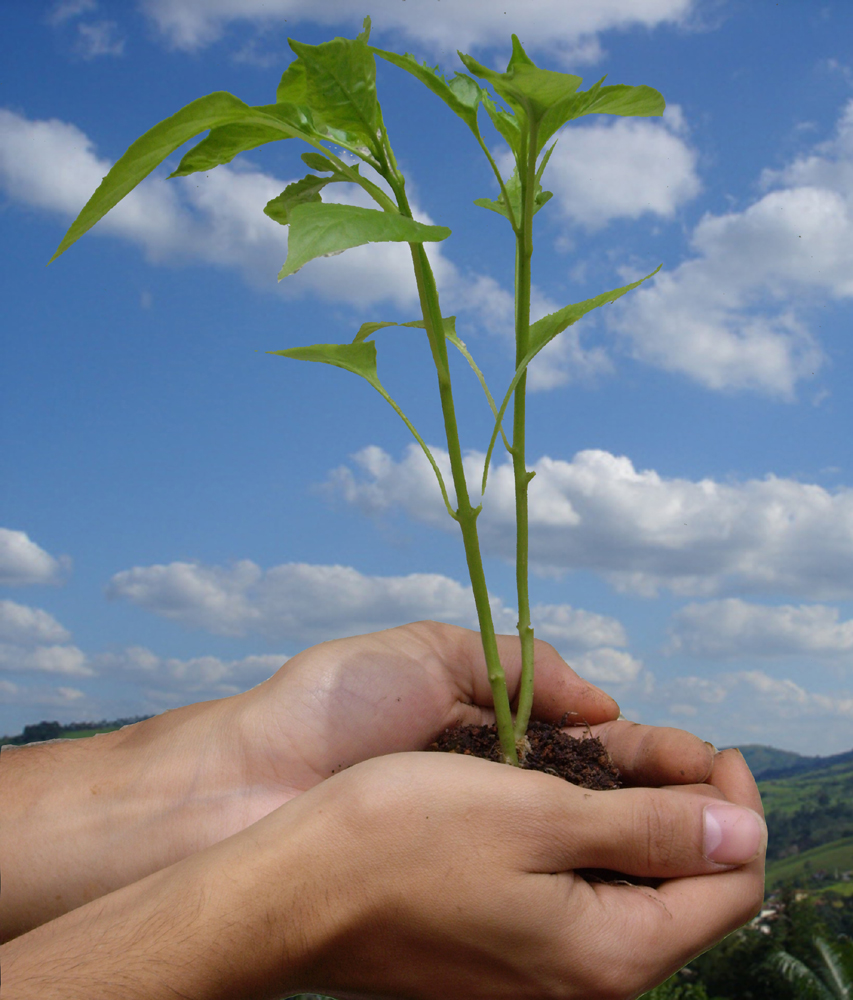

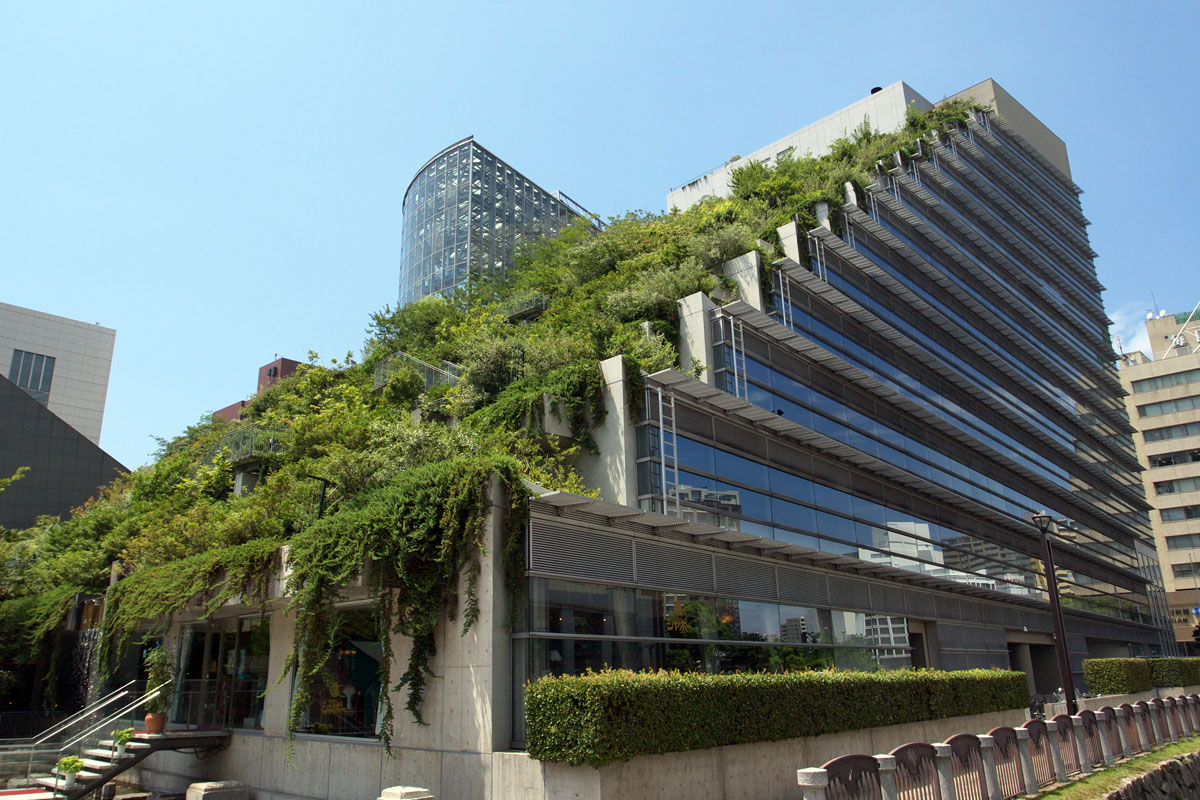
озеленение крыш

Озелене́ние — совокупность работ, связанных с созданием и использованием растительных насаждений; в более широком смысле — работы, направленные на улучшение экологического состояния окружающей среды и благоустройство территории.
Одной из важных задач садового искусства является гармонизация насаждений с рельефом, природно-искусственных бассейнов, архитектурных сооружений.

## Виды озеленения
К озеленению относятся посадка деревьев различных сортов (садово-парковые группы, садово-парковые массивы, рощи, аллеи и др.), создание живых изгородей и бордюров из различных кустарников, деревьев и декоративных растений, создание клумб, цветников, газонов и др.
Газоны для озеленения могут быть следующих видов: разнотравный или луговой (состоящий из естественных для данной местности растений), мавританский (из смеси цветущих травянистых растений и злаков), спортивный (для спортплощадок), партерный (возле фасадов зданий), парковый (в местах для отдыха — парках, скверах и т. п.), рулонный (уже готовый газон в рулонах).
Выделяют также «защитное озеленение», или «озеленение для укрепления», применяемое, к примеру, в местах, требующих защиты от ветров или укрепление берегов водоёма.

## Норма озеленения
Норма площади озеленения городов, установленная Всемирной Организацией Здравоохранения (ВОЗ) равна 50 м² городских зеленых насаждений на одного жителя. Плохими по условиям озеленения считаются города, где растительность занимает менее 10 % площади города, хорошими — 40-60 %.

## Вертикальное озеленение

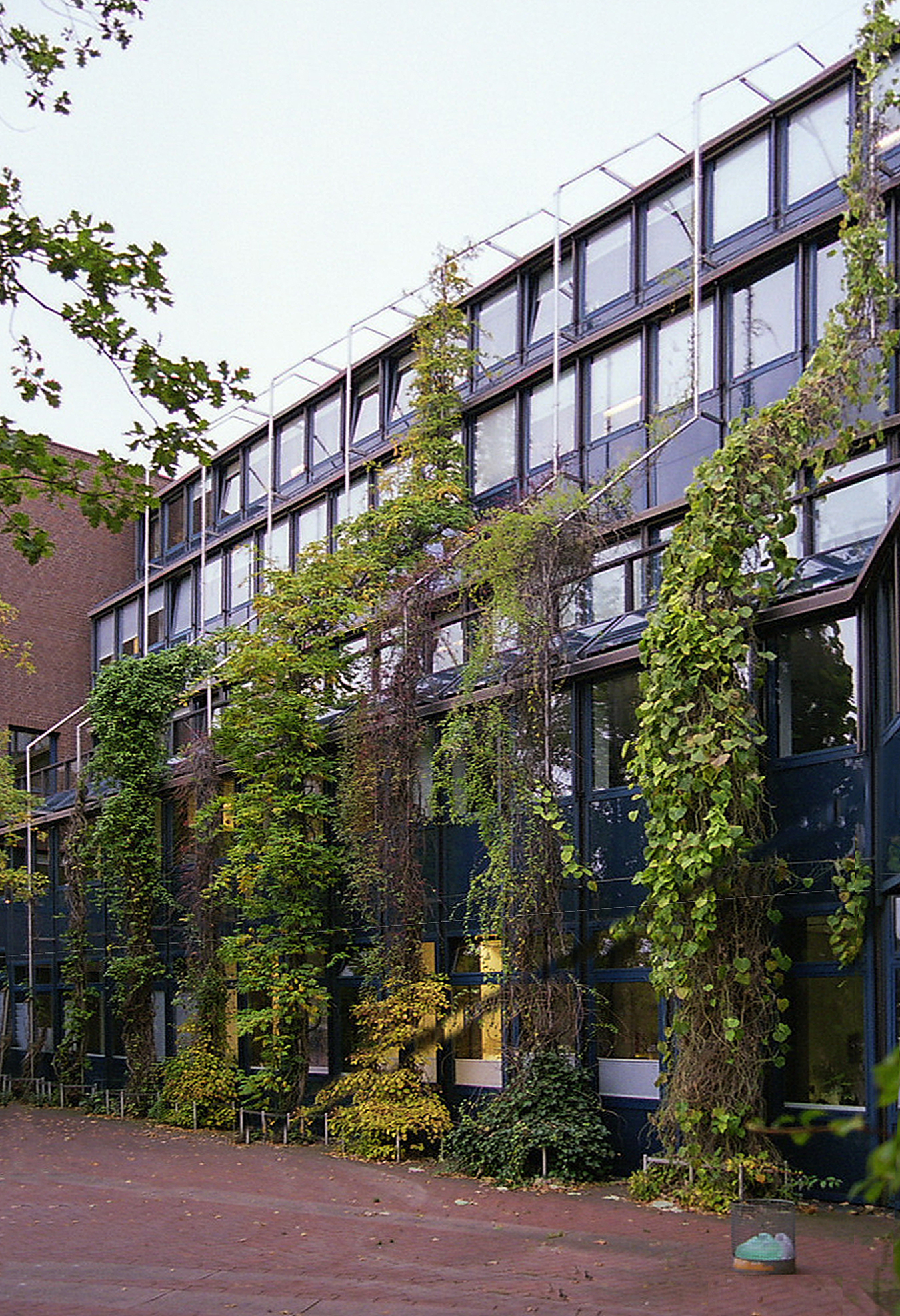
Вертикальный сад

В современном ландшафтном дизайне при благоустройстве участка особенно широко распространено вертикальное озеленение.. Оно представляет собой выращивание декоративных растений на различных конструкциях в вертикальном направлении. Вертикальное озеленение служит украшением стен, изгородей, фасадов зданий и помещений.
Группе вертикальных элементов или сплошной стене из них присуще несколько функций:
- создание чувства защищённости, как физической, так и психологической;
- защита от излишнего солнца благодаря создаваемому «экрану»;
- создание фона, благодаря которому зоны садового участка воспринимаются более эффектно;
- организация небольшого пространства путём создания вертикального сада.

Вьющиеся растения помогут скрыть недостатки строительства, задекорируют неприглядные постройки, задержат пыль и понизят уровень шума. Особое внимание можно уделить «висячим клумбам» из однолетних цветов, которые создадут яркое пятно на фасаде здания. В вертикальном озеленении в средней полосе России чаще всего используют многолетние лианы: девичий виноград, виноград культурный, виноград амурский, хмель, ломонос, жимолость каприфоль, чину широколиственную, ежевику, лимонник, актинидию, древогубец, розы. Среди однолетних лиан для озеленения используют ипомею, настурцию, душистый горошек, вислоплодник, кобею, тунбергию, долихос, азарину.